# Chiryū
Chiryū è una città giapponese della prefettura di Aichi. Una veduta dell'area di Chiryū è stata ritratta negli anni 30 del XIX secolo da Utagawa Hiroshige nella stampa ukiyo-e "Chiryū-juku" della serie "Cinquantatré stazioni della strada di Tōkaidō".